# Costiera dei Cech

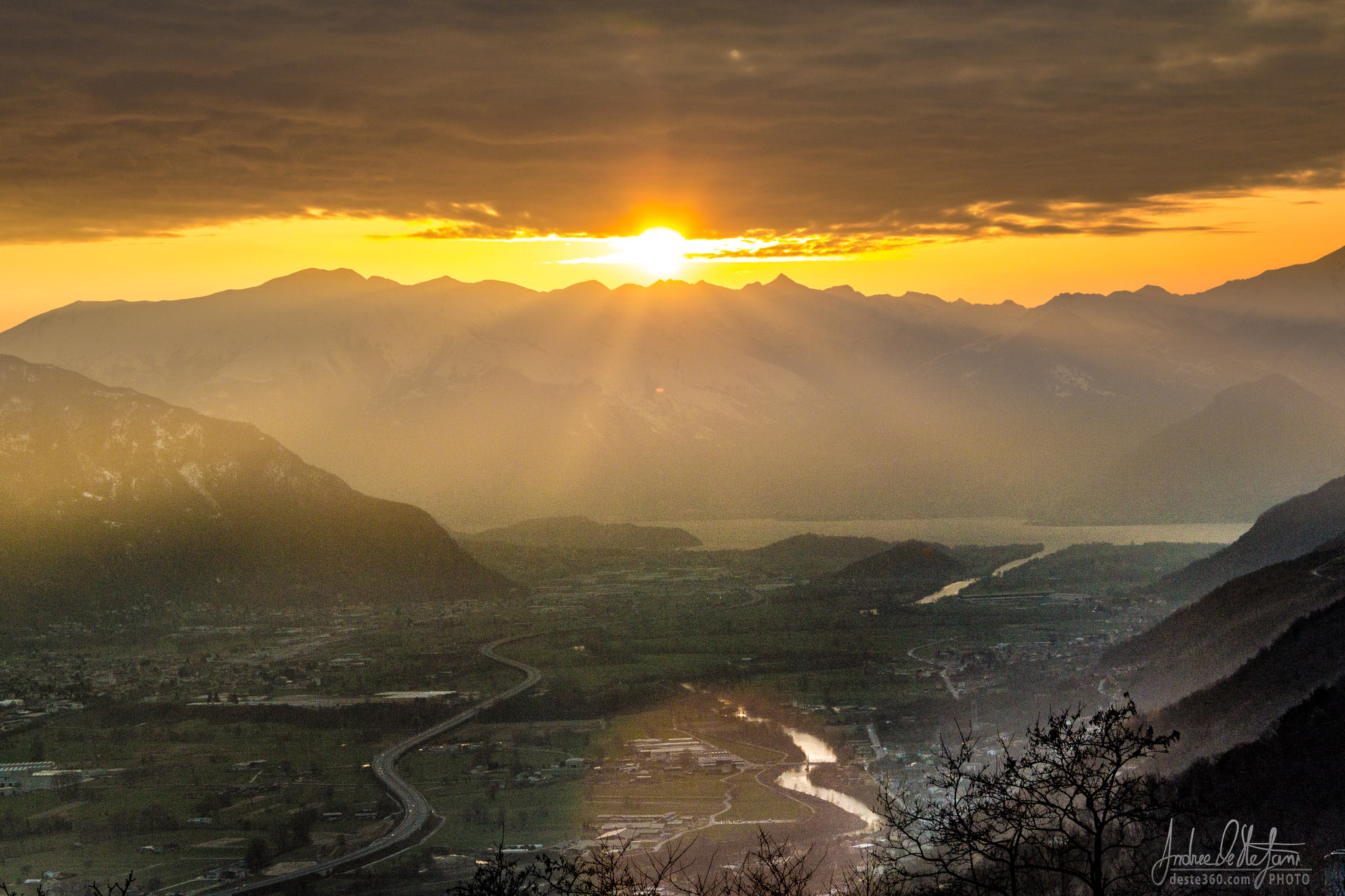
il panorama dalla Costiera dei Cech

La costiera dei Cech è una zona che comprende il versante montano, sulle pendici delle Alpi Retiche, che si estende dalla Val Masino fino all’imbocco della Valchiavenna, nella bassa Valtellina, in provincia di Sondrio.

## Geografia
La sua quota minima è attorno ai 200 m.s.l.m in prossimità del fondovalle, quella massima si raggiunge con la cima del Monte Spluga a quota 2845. Posta di fronte a Morbegno si estende con andamento est-ovest, dal taglio della val Masino al Monte Bassetta (1746), perfettamente rivolta a sud, l'esposizione favorevole che concede temperature più miti di quelle del fondovalle e delle vallate poste sull'altro lato della valle come la val Gerola e la valle del Bitto.

### Montagne
- Monte Spluga (2845 m s.l.m.)
- Corno del Colino - 2504 m.
- Monte Desenigo - 2845 m.
- Colmen di Dazio
- Cima del Malvedello
- Monte Sciess
- Monte Brusada

## Monumenti e luoghi di interesse
- Castello di Domofole
- Chiesa di San Fedele

## Economia
La caratteristica principale di questa zona è il clima mite tutto l'anno alle quote più basse, infatti è ampiamente antropizzata, paesi, frazioni e borghi sono distribuiti tra i terrazzamenti dei vigneti e dei castagneti. Dedita un tempo ad agricoltura e pastorizia sviluppa oggi grande attenzione al turismo, sia come locazione di seconde case che di agriturismi e produzioni agricole di qualità.

## Amministrazione
Formata dai comuni, da ovest a est, di: Dubino, Mantello, Cino, Cercino, Traona, Mello, Civo e Dazio, fa parte della Comunità Montana della Valtellina di Morbegno.